# Poiana Florilor
Poiana Florilor este o arie protejată de interes național ce corespunde categoriei a IV-a IUCN (rezervație naturală de tip mixt), situată în nord-vestul Transilvaniei, pe teritoriul județului Bihor

## Localizare
Aria naturală se află în extremitatea sud-estică a județului Bihor (în ramura nordică a Munților Bihorului, grupă montană a Apusenilor ce aparține lanțului carpatic al Occidentalilor), pe teritoriul administrativ estic al comunei Pietroasa, în zona turistică Padiș.

## Descriere
Rezervația naturală cu o suprafață de un hectar a fost declarată arie protejată prin Legea Nr.5 din 6 martie 2000 (privind aprobarea Planului de amenajare a teritoriului național - Secțiunea a III-a - zone protejate, publicată în Monitorul Oficial al României, Nr.152 din 12 aprilie 2000) și se suprapune ariei de protecție specială avifaunistică - Munții Apuseni - Vlădeasa.

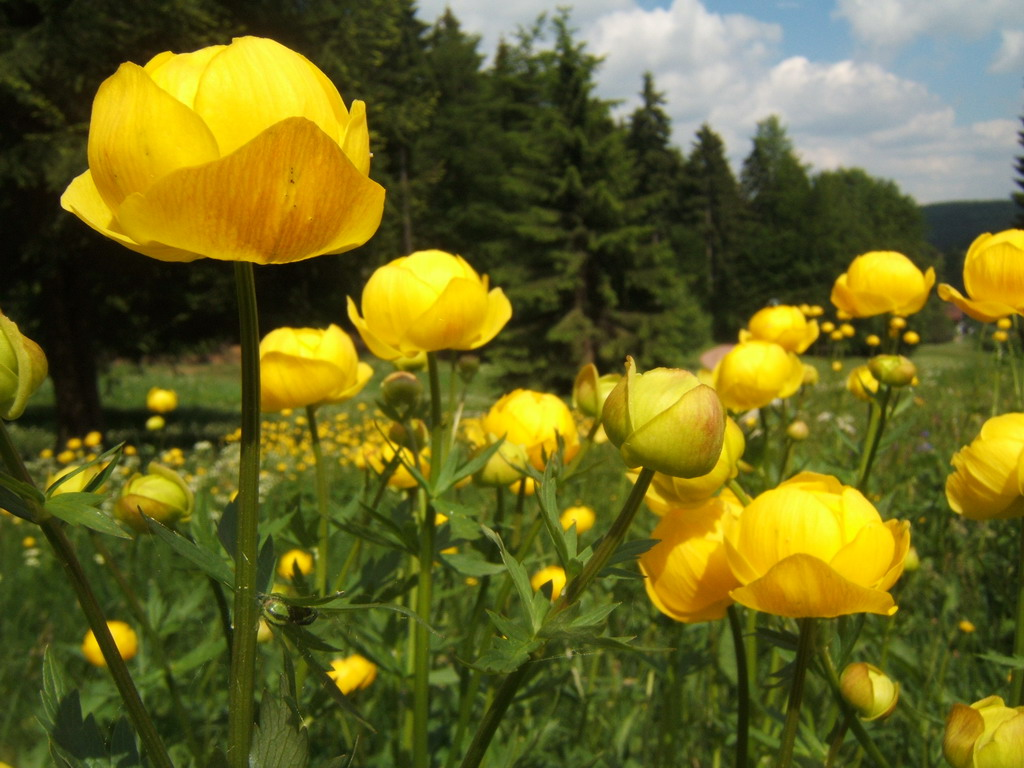
Bulbuc de munte (Trollius europaeus)

Rezervația Poiana Florilor este o zonă naturală acoperită în mare parte de pâlcuri împădurite cu fag (Fagus silvatica), în asociere cu gorun (Quercus petraea), frasin (Fraxinus excelsior), alun (Corylus avellana) sau carpen (Carpinus betulus) și fânețe bogate în specii rare de flori, dintre care: bulbucii de munte (Trollius europaeus), săbiuța (Gladiolus imbricatus), crinul de pădure (Lilium martagon).

## Obiective turistice aflate în vecinătate
- Biserica de lemn „Pogorârea Sf. Gheorghe” din Cociuba Mică, lăcaș de cult (ridicat în secolul al XVIII-lea) aflat pe lista monumentelor istorice sub codul LMI BH-II-m-B-01136.
- Biserica de lemn „Sf.Dimitrie” din Fânațe, construcție 1796, monument istoric (cod LMI BH-II-m-A-01145).
- Barajul Leșu și zona turistică Padiș.
- Rezervațiile naturale: Avenul Borțigului, Complexul Carstic din Valea Ponorului, Fâneața Izvoarelor Crișul Pietros, Groapa Ruginoasa - Valea Seacă, Molhașurile din Valea Izbucelor, Groapa de la Bârsa, Pietrele Galbenei, Piatra Bulzului, Pietrele Boghii, Platoul Carstic Padiș, Platoul Carstic Lumea Pierdută, Peștera lui Micula, Peștera Urșilor, Săritoarea Bohodeiului, Valea Galbenei și Vârful Biserica Moțului.

## Galerie

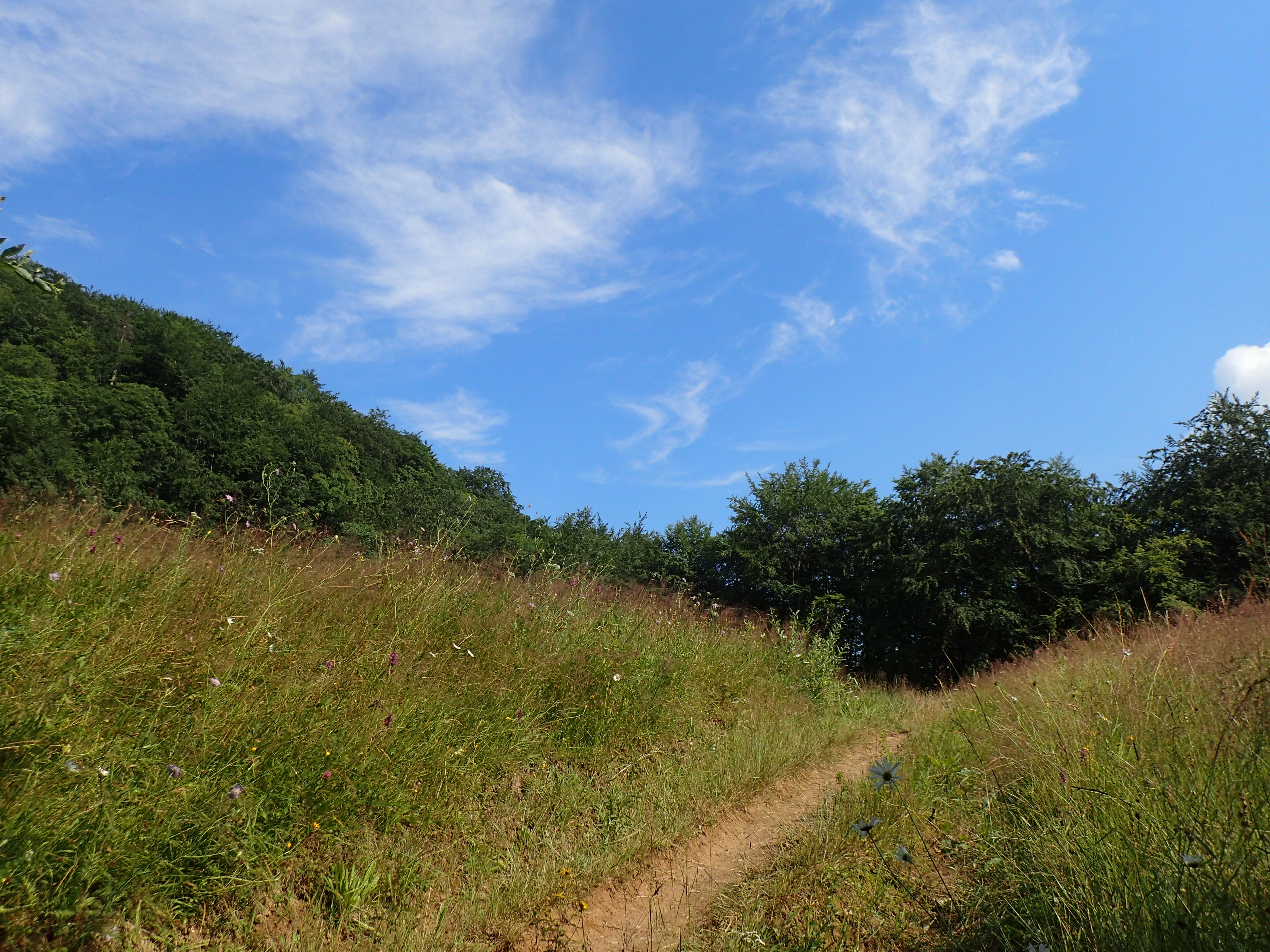
Poiana Florilor în iulie